# 비티 (이탈리아)

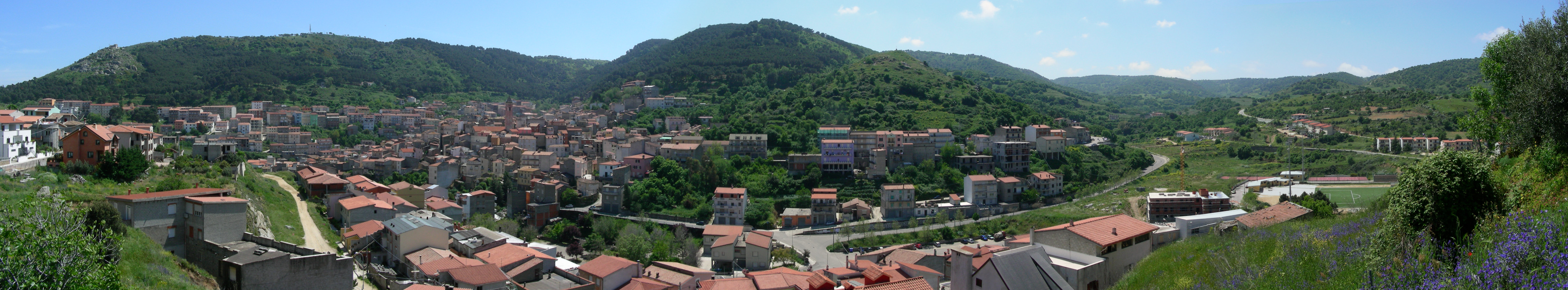

비티(Bitti)는 이탈리아 사르데냐 지방 누오로도의 코무네(지방자치체)이다. 칼리아리에서 북쪽으로 약 140킬로미터, 누오로에서 북쪽으로 약 20킬로미터 지점에 위치해 있다. 이 지역의 인구 수는 2017년 6월 30일 기준으로 2,823명이다.
비티는 알라데이사르디 등의 지방자치체와 경계를 두고 있다.
지명은 사르데냐어 bitta(암컷 사슴)에서 비롯되었다. 이미 고대 로마 시대인 1170년에 Bitthe라는 지명으로 언급되었다.